# Gerard-Bonnier-Preis
Der Gerard-Bonnier-Preis (Original: Gerard Bonniers pris) ist ein schwedischer Literaturpreis. Der 1988 gestiftete Preis wird jährlich von der Schwedischen Akademie verliehen und ist aktuell mit 300.000 Kronen dotiert. Finanziert wird dieser durch eine Stiftung des Verlegers Gerard Bonnier. Weitere gestiftete Preise Bonniers sind der Gerard-Bonnier-Lyrikpreis und der Gerard-Bonnier-Essaypreis.

## Preisträger
- 1988: Bengt Holmqvist, Birgitta Trotzig
- 1989: Willy Kyrklund, Per Anders Fogelström
- 1990: Sven Alfons, Örjan Lindberger
- 1991: Lars Ahlin
- 1992: Sven Delblanc
- 1993: Sara Lidman
- 1994: Karl Vennberg
- 1995: Per Wästberg
- 1996: Ulf Linde
- 1997: Göran Sonnevi
- 1998: Bengt Emil Johnson
- 1999: Torgny Lindgren
- 2000: Agneta Pleijel
- 2001: Stig Larsson
- 2002: Per Olov Enquist
- 2003: Jan Stolpe
- 2004: Lennart Sjögren
- 2005: Eva Österberg
- 2006: Lars Gustafsson
- 2007: Carl-Henning Wijkmark
- 2008: Olle Granath
- 2009: Claes Hylinger
- 2010: Ulf Eriksson
- 2011: Karin Johannisson
- 2012: Per Christian Jersild
- 2013: Tore Frängsmyr
- 2014: Klaus-Jürgen Liedtke[2]
- 2015: Lars Svensson
- 2016: Steve Sem-Sandberg
- 2017: Ulrika Wallenström[3]
- 2018: Ellen Mattson
- 2019: Ronny Ambjörnsson
- 2020: Carola Hansson
- 2021: Lotta Lotass
- 2022: Elisabeth Rynell
- 2023: Carl-Göran Ekerwald
- 2024: Marie Lundquist